# Liste der Monuments historiques in Samogneux
Die Liste der Monuments historiques in Samogneux führt die Monuments historiques in der französischen Gemeinde Samogneux auf.

## Liste der Objekte
| Bezeichnung | Beschreibung                                                         | Standort                     | Kennzeichnung | Schutzstatus | Datum | Bild |
| ----------- | -------------------------------------------------------------------- | ---------------------------- | ------------- | ------------ | ----- | ---- |
| Kreuzweg    | 14 Gemälde; Ölfarbe auf Holz, Holzrahmen, um 1935 von Lucien Lantier | in der Kirche St-Rémi (Lage) | PM55002689    | Inscrit      | 2010  |      |